# Eburodacrys sticticollis
Eburodacrys sticticollis es una especie de escarabajo longicornio del género Eburodacrys, tribu Eburiini, subfamilia Cerambycinae. Fue descrita científicamente por Bates en 1874.

## Descripción
Mide 21,2 milímetros de longitud.

## Distribución
Se distribuye por Colombia, Costa Rica, Guatemala y Nicaragua.